# オランダビユ
オランダビユ (学名:Cullen corylifolium, シノニム:Psoralea corylifolia) は、アーユルヴェーダと中国医学の伝統医学に使われてきた植物のひとつ。生薬としての名称は補骨脂（ホコツシ、Babchi）。この植物の種子は、バクチオールやソラレン（旧学名にちなむ）を含む様々なクマリンを含有する。
リンネにより Psoralea 属として記載されていたが、同属の細分化に伴って Cullen 属に編入された。  

## 説明
50–90 cm の高さに育つ一年生植物。小さな薄紫の豆花が咲く。特徴的には、微細な茶色の腺から独特ないい香りを発する。

## 分布
インドからスリランカに自生し、薬効のためアラビアで栽培されたこともある。特に中国とアフリカ南部で、広く世界の熱帯・亜熱帯地域に分布している。

## 化学成分
オランダビユの抽出物には多数のフィトケミカルが含まれ、それらはフラボノイド (neobavaisoflavone, isobavachalcone, bavachalcone, bavachinin, bavachin, corylin, corylifol, corylifolin, 6-prenylnaringenin)、クマリン（ソラリジン、ソラレン、イソソラレン、アンゲリシン）、メロテルペン（バクチオール、3-ヒドロキシバクチオール）といったものである。

## 医学での伝統的な使用
中国薬局方にも正式に記載され、その根、茎、葉、種子、花は乾癬、白斑、ハンセン病に使われてきた。アーユルヴェーダでも使われる。
ソラレンを含むクマリンは色素沈着を促し白斑に使われる。油脂には殺菌作用もあり、感染症にも使われ、湿疹や痒みにも使われる。

## 利用
バクチオールは、レチノールと構造的に似ていないものの機能的類似性を持ち、レチノールのような皮むけの副作用を起こさず抗シワ効果を持つ化粧品成分として注目されている。